# Естонська хокейна ліга 2015—2016
Естонська хокейна ліга 2015—2016 — 76-й розіграш чемпіонату ЕХЛ. Регулярний чемпіонат стартував 10 жовтня 2015 року. В сезоні 2015—16 брали участь чотири клуби. Свій сімнадцятий титул здобув клуб «Нарва» ПСК.

## Регулярний сезон
| М  | Команда                    | І  | В  | ВО | ПО | П | Ш     | О  |
| -- | -------------------------- | -- | -- | -- | -- | - | ----- | -- |
| 1. | Нарва ПСК                  | 14 | 11 | 1  | 0  | 2 | 65:35 | 35 |
| 2. | «Пантер» Таллінн           | 14 | 5  | 0  | 2  | 7 | 57:53 | 17 |
| 3. | «Віру Спутник» Кохтла-Ярве | 14 | 5  | 1  | 0  | 8 | 52:64 | 17 |
| 4. | «Ноортекоондіс»            | 6  | 1  | 0  | 0  | 5 | 24:46 | 3  |

Джерело: icehockey [Архівовано 31 грудня 2015 у Wayback Machine.]

Скорочення: М = підсумкове місце, І = ігри, В = перемоги, ВО = перемога в овертаймі або по булітах, ПО = поразки в овертаймі або по булітах, П = поразки, Ш = закинуті та пропущені шайби, О = набрані очки